# Mistrzostwa Europy w Kajakarstwie 2005
17. Mistrzostwa Europy w kajakarstwie odbyły się w dniach 28–31 lipca 2005 w Poznaniu.
Rozegrano 18 konkurencji męskich i 9 kobiecych. Mężczyźni startowali w kanadyjkach jedynkach (C-1), dwójkach (C-2) i czwórkach (C-4) oraz w kajakach jedynkach (K-1), dwójkach (K-2) i czwórkach (K-4), zaś kobiety w kajakach jedynkach, dwójkach i czwórkach. Liczba i rodzaj konkurencji nie zmieniły się od poprzednich mistrzostw.
Pierwsze miejsce w klasyfikacji medalowej wywalczyli reprezentanci Niemiec.

## Medaliści

### Mężczyźni

#### Kanadyjki
| Konkurencja: | Złoto:                                                                       | Rezultat | Srebro:                                                                              | Rezultat | Brąz:                                                                   | Rezultat |
| C-1 200 m    | Maksim Opalew                                                                | 40,164   | Wałentyn Demjanenko                                                                  | 40,266   | Paweł Baraszkiewicz                                                     | 40,968   |
| C-1 500 m    | Maksim Opalew                                                                | 1:48,450 | Paweł Baraszkiewicz                                                                  | 1:48,480 | Andreas Dittmer                                                         | 1:48,564 |
| C-1 1000 m   | Andreas Dittmer                                                              | 3:49,686 | Maksim Opalew                                                                        | 3:52,218 | Alaksandr Żukouski                                                      | 3:54,906 |
| C-2 200 m    | Niemcy · Christian Gille · Tomasz Wylenzek                                   | 37,619   | Rosja · Jewgienij Ignatow · Nikołaj Lipkin                                           | 37,757   | Węgry · Gergely Kovács · Attila Bozsik                                  | 37,901   |
| C-2 500 m    | Niemcy · Christian Gille · Tomasz Wylenzek                                   | 1:41,667 | Polska · Łukasz Woszczyński · Michał Śliwiński                                       | 1:42,267 | Rosja · Aleksandr Kowalow · Aleksandr Kostogłod                         | 1:43,173 |
| C-2 1000 m   | Niemcy · Christian Gille · Tomasz Wylenzek                                   | 3:31,336 | Węgry · György Kozmann · György Kolonics                                             | 3:33,676 | Polska · Roman Rynkiewicz · Paweł Skowroński                            | 3:34,030 |
| C-4 200 m    | Czechy · Petr Procházka · Petr Fuksa · Petr Netušil · Jan Břečka             | 34,580   | Rosja · Aleksandr Kowalow · Aleksandr Kostogłod · Roman Kruglakow · Maksim Opalew    | 34,874   | Niemcy · Robert Nuck · Stefan Holtz · Stephan Breuing · Thomas Lück     | 34,988   |
| C-4 500 m    | Rumunia · Iosif Chirilă · Florin Popescu · Loredan Popa · Silviu Simioncencu | 1:33,057 | Polska · Andrzej Jezierski · Michał Gajownik · Adam Ginter · Roman Rynkiewicz        | 1:33,897 | Niemcy · Robert Nuck · Stefan Holtz · Stephan Breuing · Thomas Lück     | 1:34,899 |
| C-4 1000 m   | Niemcy · Robert Nuck · Stefan Holtz · Stephan Breuing · Thomas Lück          | 3:17,096 | Polska · Andrzej Jezierski · Michał Gajownik · Arkadiusz Toński · Wojciech Tyszyński | 3:17,714 | Rumunia · Ciprian Popa · Petre Condrat · Florin Mironcic · Loredan Popa | 3:17,972 |

#### Kajaki
| Konkurencja: | Złoto:                                                                                  | Rezultat | Srebro:                                                                    | Rezultat | Brąz:                                                                       | Rezultat |
| K-1 200 m    | Carlos Pérez                                                                            | 36,098   | Gergely Boros                                                              | 36,374   | Kimmo Latvamäki                                                             | 36,470   |
| K-1 500 m    | Ákos Vereckei                                                                           | 1:38,493 | Lutz Altepost                                                              | 1:39,123 | Stjepan Janić                                                               | 1:39,333 |
| K-1 1000 m   | Eirik Verås Larsen                                                                      | 3:27,274 | Zoltán Benkő                                                               | 3:28,426 | Emanuel Silva                                                               | 3:29,674 |
| K-2 200 m    | Polska · Marek Twardowski · Adam Wysocki                                                | 32,974   | Niemcy · Ronald Rauhe · Tim Wieskötter                                     | 33,016   | Serbia i Czarnogóra · Ognjen Filipović · Dragan Zorić                       | 33,304   |
| K-2 500 m    | Niemcy · Ronald Rauhe · Tim Wieskötter                                                  | 1:28,860 | Polska · Marek Twardowski · Adam Wysocki                                   | 1:29,268 | Węgry · Zoltán Kammerer · Gábor Kucsera                                     | 1:30,312 |
| K-2 1000 m   | Rumunia · Ionuț Anghel · Marian Sevici                                                  | 3:12,417 | Węgry · Roland Kökény · Gábor Kucsera                                      | 3:13,515 | Niemcy · Andreas Ihle · Marco Herszel                                       | 3:14,379 |
| K-4 200 m    | Węgry · Viktor Kadler · István Beé · Balázs Babella · Gergely Gyertyános                | 30,673   | Czechy · Filip Šváb · Pavel Holubář · Svatopluk Baťka · Jan Štěrba         | 30,697   | Niemcy · Norman Bröckl · Björn Bach · Björn Goldschmidt · Jonas Ems         | 31,051   |
| K-4 500 m    | Białoruś · Raman Piatruszenka · Alaksiej Abałmasau · Dziamian Turczyn · Wadzim Machnieu | 1:21,315 | Słowacja · Michal Riszdorfer · Juraj Tarr · Andrej Wiebauer · Róbert Erban | 1:21,597 | Rumunia · Marian Băban · Alin Anton · Florean Mada · Ștefan Vasile          | 1:22,353 |
| K-4 1000 m   | Słowacja · Richard Riszdorfer · Michal Riszdorfer · Erik Vlček · Róbert Erban           | 2:49,875 | Rumunia · Marian Băban · Alin Anton · Florean Mada · Ștefan Vasile         | 2:51,015 | Polska · Paweł Baumann · Marek Twardowski · Adam Wysocki · Tomasz Mendelski | 2:52,035 |

### Kobiety

#### Kajaki
| Konkurencja: | Złoto:                                                                                  | Rezultat | Srebro:                                                                     | Rezultat | Brąz:                                                                                        | Rezultat |
| K-1 200 m    | Szilvia Szabó                                                                           | 41,892   | Conny Waßmuth                                                               | 42,228   | Jenni Honkanen                                                                               | 42,360   |
| K-1 500 m    | Nicole Reinhardt                                                                        | 1:51,946 | Erzsébet Viski                                                              | 1:52,138 | Karolina Głażewska                                                                           | 1:52,486 |
| K-1 1000 m   | Katrin Wagner-Augustin                                                                  | 3:58,646 | Sofia Paldanius                                                             | 3:59,336 | Michala Strnadová                                                                            | 3:59,838 |
| K-2 200 m    | Węgry · Katalin Kovács · Natasa Janics                                                  | 37,392   | Słowacja · Ivana Kmeťová · Martina Kohlová                                  | 38,239   | Niemcy · Birgit Fischer · Fanny Fischer                                                      | 38,388   |
| K-2 500 m    | Węgry · Katalin Kovács · Natasa Janics                                                  | 1:41,959 | Niemcy · Maike Nollen · Nadine Opgen-Rhein                                  | 1:44,275 | Francja · Marie Delattre · Anne-Laure Viard                                                  | 1:44,515 |
| K-2 1000 m   | Węgry · Katalin Kovács · Natasa Janics                                                  | 3:36,171 | Dania · Mette Barfod · Anne Lolk Thomsen                                    | 3:37,131 | Niemcy · Maike Nollen · Nadine Opgen-Rhein                                                   | 3:37,305 |
| K-4 200 m    | Niemcy · Katrin Wagner-Augustin · Carolin Leonhardt · Nicole Reinhardt · Judith Hörmann | 34,987   | Węgry · Tímea Paksy · Erzsébet Viski · Melinda Patyi · Krisztina Fazekas    | 35,113   | Szwecja · Josefin Nordlöw · Karin Johansson · Anna Karlsson · Sofia Paldanius                | 35,767   |
| K-4 500 m    | Niemcy · Carolin Leonhardt · Conny Waßmuth · Judith Hörmann · Katrin Wagner-Augustin    | 1:33,530 | Węgry · Tímea Paksy · Dalma Benedek · Szilvia Szabó · Kinga Bóta            | 1:34,292 | Polska · Beata Mikołajczyk · Małgorzata Chojnacka · Aneta Konieczna · Małgorzata Czajczyńska | 1:34,730 |
| K-4 1000 m   | Polska · Edyta Dzieniszewska · Beata Mikołajczyk · Iwona Pyżalska · Aneta Białkowska    | 3:15,199 | Niemcy · Birgit Fischer · Carolin Leonhardt · Judith Hörmann · Maren Knebel | 3:15,717 | Rumunia · Florica Vulpeș · Lidia Talpă · Mariana Ciobanu · Alina Platon                      | 3:17,313 |

## Klasyfikacja medalowa
| Miejsce | Państwo             | Złoto | Srebro | Brąz | Razem |
| ------- | ------------------- | ----- | ------ | ---- | ----- |
| 1       | Niemcy              | 10    | 5      | 7    | 22    |
| 2       | Węgry               | 6     | 7      | 2    | 15    |
| 3       | Polska              | 2     | 5      | 5    | 12    |
| 4       | Rosja               | 2     | 3      | 1    | 6     |
| 5       | Rumunia             | 2     | 1      | 3    | 6     |
| 6       | Słowacja            | 1     | 2      | 0    | 3     |
| 7       | Czechy              | 1     | 1      | 1    | 3     |
| 8       | Białoruś            | 1     | 0      | 1    | 2     |
| 9       | Norwegia            | 1     | 0      | 0    | 1     |
| 9       | Hiszpania           | 1     | 0      | 0    | 1     |
| 11      | Szwecja             | 0     | 1      | 1    | 2     |
| 12      | Dania               | 0     | 1      | 0    | 1     |
| 12      | Ukraina             | 0     | 1      | 0    | 1     |
| 14      | Finlandia           | 0     | 0      | 2    | 2     |
| 15      | Chorwacja           | 0     | 0      | 1    | 1     |
| 15      | Francja             | 0     | 0      | 1    | 1     |
| 15      | Portugalia          | 0     | 0      | 1    | 1     |
| 15      | Serbia i Czarnogóra | 0     | 0      | 1    | 1     |
|         | Razem               | 27    | 27     | 27   | 81    |